# Purismo
Purismo es una tendencia a defender el mantenimiento de una doctrina, una práctica, una costumbre, etc. en toda su pureza y sin admitir cambios ni concesiones. Es frecuente en los campos artísticos, musicales y lingüísticos. Es extrapolable a los sistemas burocráticos en los cuales la legitimidad viene dada por criterios históricos y de tradición.

## Lingüística
El purismo en lingüística es la tendencia que rechaza las aportaciones lexicales y gramaticales procedentes de otras lenguas, suele sumarse este rechazo a todo lo que es considerado "incorrecto" (vulgarismos, coloquialismos, dialectalismos etc.) en relación con la lengua normativa. En España fue una tendencia que se dio en especial a finales del siglo XVIII, protegida por la Ilustración y el Neoclasicismo, como una manifestación en el lenguaje de patriótico casticismo frente al asfixiante ambiente afrancesado de moda y los galicismos que esmaltaban el lenguaje oral y escrito de las clases medias.

## Arte
En arte han recibido la denominación de purista varios movimientos artísticos y principios estéticos definidos por la pretensión de recuperar una supuesta pureza (cultural, moral, profesional o estética) existente en épocas anteriores o una depuración estilística, un máximo de simplicidad,es decir lo propio de lo sencillo.

## Arquitectura renacentista
El purismo fue un estilo arquitectónico desarrollado en España entre 1530 y 1560. Junto al plateresco y el herreriano fueron las principales manifestaciones de la arquitectura renacentista en España. Frente al recargado decorativismo del plateresco, el purismo buscó formas más sencillas y depuradas, en una línea sobria y clásica, de equilibrio y perfección técnica, atendiendo más a las cuestiones estructurales y a la armonía de proporciones. El purismo se caracterizó por el uso de bóvedas ovaladas o de cañón, arcos de medio punto, cúpulas de media naranja y decoración esculpida reducida a pequeños espacios estratégicos, valorándose el espacio liso como exponente de esta nueva estética más pura y armoniosa. En general, el aspecto de la arquitectura purista es de equilibrio y monumentalidad, frente a la aparente fragilidad y al decorativismo del plateresco.